# Desmond ou l'Amant philanthrope
Desmond ou l'Amant philanthrope (Desmond) est un roman épistolaire écrit par la poétesse et romancière anglaise Charlotte Turner Smith publié pour la première fois en 1792. Le roman évoque principalement la politique durant la Révolution française.
Contrairement à ses autres romans, Smith a utilisé Desmond pour introduire son public à la politique contemporaine. Malgré le fait que les critiques aient initialement soutenu cet aspect de Desmond, le radicalisme de la Révolution française et « l'ambiance conservatrice de son public » ont poussé Smith à « atténuer » les références politiques dans ses romans.

## Contexte historique
Desmond se déroule durant une époque de changement révolutionnaire mondial (notamment en Europe et dans ses colonies). Desmond fait partie de nombreux romans qui s'inscrivent dans une discussion plus large concernant la validité et la moralité de la Révolution française. La Révolution française était unique en son genre, car elle transformait un système politique et un pays déjà établi. Bien que la Révolution américaine ait précédé la Révolution française, cette dernière eut un impact plus important en Europe pour plusieurs raisons : en premier lieu la France était plus proche des autres pays européens, ce qui lui permettait d'exercer une forte influence sur ses voisins (alors que l'Amérique était éloignée), deuxièmement la France subissait un changement interne, alors que l'Amérique n'était qu'une colonie réclamant son indépendance, et l'Europe – en particulier la Grande-Bretagne – comprenait la valeur de la liberté et de l'indépendance (similaire à la manière dont un enfant réclame son indépendance vis-à-vis de sa mère). Ce qui rendait la Révolution française si radicale (et un sujet de discussion important parmi de nombreux érudits et auteurs), c'était l'idée d'abolir une monarchie et de reconstruire un pays déjà établi, un concept totalement étranger. Cette pensée radicale s'est propagée dans d'autres pays voisins, comme la Grande-Bretagne ; cependant, dans ces autres pays, les conservateurs dominaient et l'aristocratie fut préservée.
Ceux qui étaient favorables à la Révolution française et voulaient abolir la monarchie étaient les Jacobins (leur nom dérive d'un club – le Club des Jacobins – où ils se réunissaient tous) et ceux qui s'opposaient à la Révolution française et souhaitaient maintenir l'aristocratie étaient appelés Antijacobins. Les Jacobins formaient un groupe complexe et radical ; à l'origine, ils étaient un groupe relativement modéré, essentiel au début de la Révolution française. Une fois que le gouvernement aristocratique a été renversé en août 1792 et que les Jacobins ont pris le pouvoir, ils sont cependant devenus plus extrémistes. Maximilien Robespierre a pris la tête du mouvement et leurs politiques sont devenues oppressives et violentes (ces politiques incluaient le contrôle des prix, les saisies de nourriture et les emprisonnements), ce qui a conduit à la Terreur. Ironiquement, la plupart des dirigeants des Jacobins étaient issus de la bourgeoisie (la classe moyenne aisée de France), et non des sans-culottes (la population pauvre de France). Certains des objectifs des Jacobins incluaient la séparation de la participation politique de la propriété foncière, le renforcement des idéaux radicaux généraux et la protection du gouvernement français contre les attaques de l'aristocratie française. À l'inverse, les Antijacobins étaient ceux qui souhaitaient maintenir le statu quo en matière de politique. Naturellement, ceux dont les positions de pouvoir étaient soutenues par ce « statu quo » (aristocratie/les riches) voulaient conserver l'Ancien Régime.
De nombreux auteurs et érudits britanniques ont également participé à cette conversation et se sont identifiés comme Jacobins ou Antijacobins, ce qui a conduit à une représentation mixte de la Révolution française dans la littérature de l'époque. Parmi les auteurs et défenseurs politiques (poètes et romanciers) jacobins, on peut citer Thomas Paine, William Wordsworth, Samuel Coleridge, William Blake, Robert Southey, William Hazlitt, Anne Radcliffe, Charlotte Smith, Frances Burney, Maria Edgeworth, Hannah More et Mary Wollstonecraft. Les défenseurs Antijacobins comprenaient Thomas Burke, Elizabeth Hamilton, Robert Bisset, Henry James Pye, Charles Lloyd, Jane West et Edward Dubois. Les Jacobins souhaitaient créer un système complètement nouveau et abolir les monarchies, car le gouvernement précédent était tellement entaché d'inégalités qu'il serait inutile de travailler avec ce qui existait déjà. Les Antijacobins, en revanche, voulaient construire sur les structures existantes et maintenir la monarchie, car il est plus efficace et plus simple de travailler avec des structures préexistantes. Cette conversation a commencé dans les écrits et cercles politiques, mais au fil du temps, des thèmes et concepts liés à la Révolution française se sont infiltrés dans les romans de l'époque, tels que Desmond. Au début de la Révolution française, de nombreux activistes et auteurs se rangeaient du côté des Jacobins ; cependant, le soutien a commencé à diminuer à mesure que la Révolution française devenait plus violente, chaotique et, d'une certaine manière, infructueuse (en particulier avec la décapitation des membres de la famille royale et pendant la Terreur).
Un autre concept important lié au contexte historique est celui de la « féminité idéalisée ». La féminité idéalisée se concentrait sur la description de la « femme idéale » selon les normes d'une société. Au XIXe siècle, l'Amérique et le Royaume-Uni basaient leur « femme idéale » sur un ensemble de principes appelé le « Culte de la véritable féminité » ou « Culte de la domesticité ». Ce code définissait ce que signifiait la féminité et ce qu'était un comportement féminin ; en fin de compte, ces principes déterminaient que les femmes étaient censées devenir épouse et mère, et cultiver la piété, la pureté, la soumission et la domesticité dans toutes leurs relations. En fin de compte, le « Culte de la véritable féminité » confinait les femmes strictement à la sphère domestique. Ce culte s'adressait principalement aux familles de la classe moyenne, où la femme pouvait rester à la maison et accomplir ses obligations ménagères, élever de bons enfants et faire de son foyer un havre de santé, de bonheur et de vertu, tandis que le mari participait aux domaines de la politique, du commerce ou du service public, assurant ainsi la sécurité et la protection. Les femmes étaient attribuées à ce rôle en raison de leur infériorité biologique, mais en même temps, elles étaient louées pour le caractère « sacré » de leur fonction.